# Walter Gau
Walter Gau (* 2. Juni 1956 in Feldkirch; † 20. August 2020) war ein österreichischer Politiker (FPÖ, BZÖ) und selbständiger Versicherungsmakler. Gau war von 1999 bis 2004 Abgeordneter zum Vorarlberger Landtag.

## Ausbildung und Beruf
Walter Gau wurde am 2. Juni 1956 als Sohn des Pädak-Professors Josef Gau und dessen Frau Sieglinde in der Vorarlberger Bezirkshauptstadt Feldkirch geboren. Nach dem Besuch der Volksschule in Feldkirch-Altenstadt und der Hauptschule in Feldkirch-Levis wurde er Schüler am Bundesrealgymnasium Feldkirch. Nachdem er bereits 1974 als Angestellter am Landes- und Bezirksgericht Feldkirch ins Berufsleben eingetreten war, absolvierte er nebenberuflich in den Jahren 1974 bis 1976 die Maturaschule Dr. Roland in Wien, die er 1976 mit der Matura abschloss. Im Jahr 1978 wurde Walter Gau Angestellter der Anker-Versicherung und 1982 Angestellter der Vorarlberger Landes Versicherung (VLV). 1990 erfolgte der berufliche Aufstieg als Versicherungsmakler bei der Firma Kollmann, dem 1994 die Gründung eines eigenen Versicherungsbüros als selbständiger Versicherungskaufmann folgte. An diesem Unternehmen beteiligte sich im Jahr 2009 auch der ehemalige Vizekanzler und Parteikollege Gaus, Hubert Gorbach finanziell.

## Politische Karriere
Am 5. Oktober 1999 zog Walter Gau nach der Landtagswahl am 19. September als parteifreier Abgeordneter über die Liste der FPÖ Vorarlberg im Wahlbezirk Feldkirch in den Vorarlberger Landtag ein. Dort übernahm er während der 27. Gesetzgebungsperiode die Funktion des Bereichssprechers für Sport im FPÖ-Klub. Von 2000 bis 2005 war Walter Gau für die FPÖ auch Mitglied der Stadtvertretung von Feldkirch. Nach seinem Ausscheiden aus dem Landtag nach der Landtagswahl 2004 wurde Walter Gau am 10. März 2006 parteifreies Mitglied des Landesparteivorstands des BZÖ Vorarlberg sowie Rechnungsprüfer der Landespartei. Noch im selben Jahr legte er beide Funktionen wieder zurück.